# Шокин, Александр Иванович
Алекса́ндр Ива́нович Шо́кин (15 (28) октября 1909 года, г. Москва, Российская Империя, — 31 января 1988 года, г. Москва, РСФСР, СССР) — советский государственный деятель. Председатель Государственного комитета Совета Министров СССР по электронной технике (1961—65 гг.), Министр электронной промышленности СССР (1965—85 гг.). Член ЦК КПСС (1966—86 гг., кандидат в члены ЦК КПСС в 1961—66 гг.). Депутат ВС СССР (1962—86 гг.).
Дважды Герой Социалистического Труда (1975, 1979).

## Биография
Родился в семье подпрапорщика 6-го Гренадерского Таврического полка, отец его впоследствии участник Гражданской войны на стороне красных[уточнить] и член партии с 1920 года.
Окончил техникум (1927) «по страховому делу», во время учёбы в котором в 1923 году вступил в комсомол. Затем поступил в Высшее военно-морское инженерное училище имени Ф. Э. Дзержинского, однако в скором времени в том же 1927 году из-за болезни по состоянию здоровья был отчислен. По возвращении в Москву в октябре 1927 года устроился работать слесарем. Затем с 1930 года учился в МВТУ имени Н. Э. Баумана, которое окончил в 1934 году по специальности «обработка металлов резанием»; проучившись на дневном отделении два года, перевёлся на вечернее и в 1932 году поступил на работу на Завод точной электромеханики (с 1936 года завод № 205, ныне Производственное объединение «Корпус»), где в том же 1932 году стал кандидатом в члены ВКП(б). Работал конструктором, мастером, начальником цеха. В конце 1934 года — начале 1935 года находился в служебной командировке в США в фирме «Сперри».
В 1934—1938 годах работал в судостроительной промышленности (последовательно): наладчик, начальник цеха, ведущий инженер, начальник проектно-конструкторского бюро.
С 1938 года: главный инженер главных управлений Наркомата оборонной промышленности и затем образованного при его разделении в январе 1939 года Наркомата судостроительной промышленности (1938—1943), начальник промышленного отдела Совета по радиолокации при ГКО СССР (1943—1946), заместитель председателя Комитета № 3 при Совете Министров СССР (1946—1949), заместитель министра промышленности средств связи СССР (1949—1953), начальник отдела Министерства электростанций и электропромышленности СССР (1953—1954), заместитель (1954—1955) и затем первый заместитель (1955—1957) министра радиотехнической промышленности СССР, первый заместитель председателя Государственного комитета СМ СССР по радиоэлектронике (1958—1961).
С 1961 года председатель Государственного комитета Совета Министров СССР по электронной технике, а с 1965 по 1985 год министр электронной промышленности СССР. Именно при его непосредственном участии был основан город Зеленоград (центр советской и российской электроники), Московский институт электронного машиностроения (МИЭМ) и Московский институт электронной техники (МИЭТ).
Похоронен в Москве на Новодевичьем кладбище (участок № 1).

### Цитаты
Министр электронной промышленности Александр Иванович Шокин любил повторять: «Фирма Форд выпускает машины „Форд“. Значит МЭП должен выпускать изделия „Электроника“».

## Награды и премии

Бюст А. И. Шокина около главного здания МИЭТ в Зеленограде

- дважды Герой Социалистического Труда (1975, 1979),
- семь орденов Ленина,
- орден Октябрьской Революции,
- орден Трудового Красного Знамени,
- два ордена Красной Звезды (1943, 1944),
- Сталинская премия первой степени (1952) — за работу в области техники
- Сталинская премия (1953)
- Ленинская премия (1984).
- медали

## Память

Могила А. И. Шокина на Новодевичьем кладбище Москвы

В соответствии со статусом дважды Героя Социалистического Труда по «Положению об орденах, медалях и почётных званиях» бронзовый бюст Шокина должен был быть установлен в городе Москве. Однако общественности Зеленограда удалось добиться установки памятника именно в городе Зеленограде перед фасадом МИЭТ, воспользовавшись тем, что город Зеленоград одновременно являлся одним из районов Москвы. Памятник был установлен в 1984 году; автором бюста стал скульптур Исаак Бродский.
17 марта 2009 году в ознаменовании 100-летия за дня рождения Шокина на здании завода «Ангстрем» установлена памятная доска, а 8 декабря того же года площади перед МИЭТ было присвоено имя Шокина.